# قوانین فوتبال

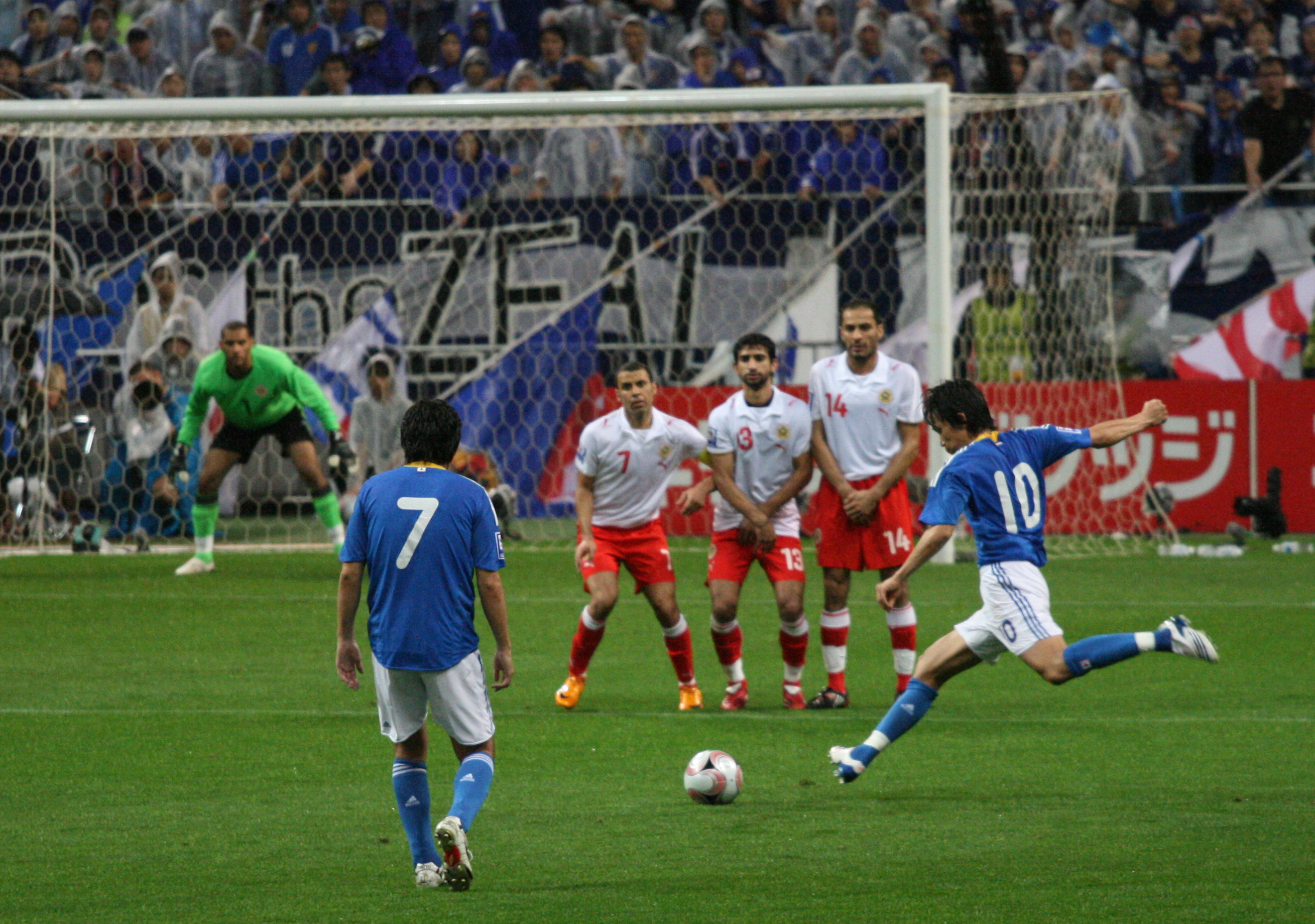
شونسوکی ناکامورا در حال زدن ضربه‌آزاد

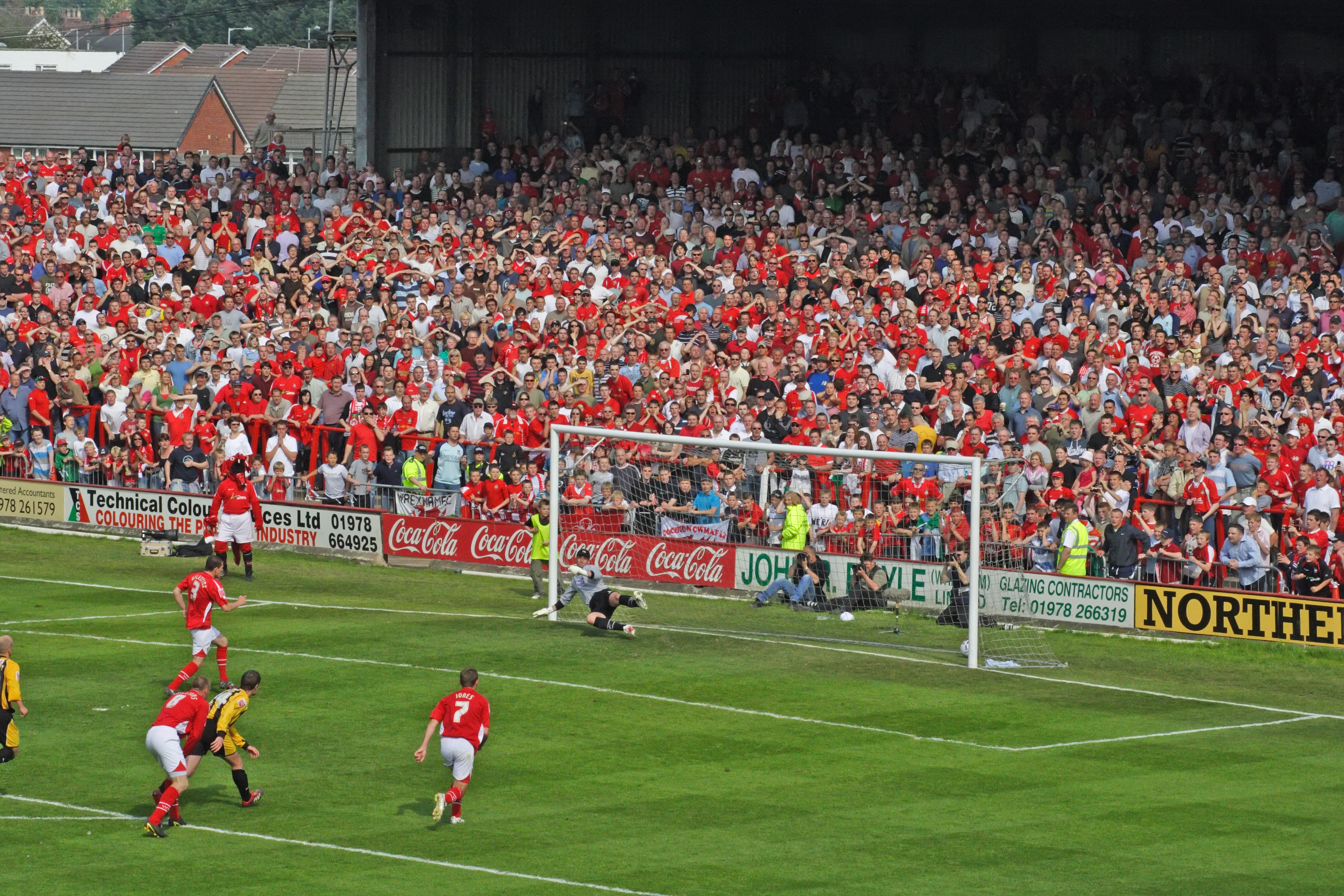
گل‌زدن از یک ضربه پنالتی توسط رایان ولنتاین.

قوانین فوتبال به مجموعه قوانینی می‌گویند که توسط هیئت بین‌المللی فوتبال(به انگلیسی: International Football Association Board به‌اختصار IFAB) برای فوتبال وضع می‌شود. این قوانین در حال حاضر مشمول بر ۱۷ بند است.

## قوانین کنونی فوتبال
زمین بازی: بازی در زمین چمن طبیعی یا مصنوعی انجام‌گیرد. از چمن مصنوعی در بازی‌های جام کنفدراسیون‌ها یا مسابقات بین‌المللی باشگاهی استفاده می‌شود. زمین‌ها باید حداقل کیفیت زیاد بین‌المللی تعیین‌شده توسط فیفا را داشته‌باشد.

### توپ
توپ بازی باید از چرم یا مواد مناسب دیگر ساخته شده‌باشد و قطر آن بیش از ۲۳ سانتی‌متر یا کمتر از ۲۲ سانتی‌متر نباشد.همچنین محیط آن بیش از ۷۰ سانتی متر یا کمتر از ۶۸ سانتی متر نباشد.

### تعداد بازیکنان
هرتیم در هر بازی باید ۱۱ بازیکن درون زمین داشته‌باشد که یکی از آن‌ها دروازه‌بان است. تیمی که افراد درون زمینش کمتر از ۷ بازیکن باشد، حق ادامهٔ بازی را ندارد.
در صورت وجود همزمان 5 بازیکن در فوتبال گل کوچک غیرمجاز است و می بایست داور پنالتی به سود تیم مقابل اعلام نماید. 

### تجهیزات بازیکنان
بازیکن حق استفاده یا پوشیدن هرگونه چیز خطرناکی مانند جواهرات و ساعت را ندارد.

### داور
داور در فوتبال حکم قاضی را دارد و می‌تواند در صورت دیدن رفتار خشونت‌آمیز از کارت زرد یا قرمز استفاده کند.

### کمک‌داوران
دو کمک داور در زمین وجود دارند که می‌توانند در این موارد به داور کمک کنند: 
۱- هنگامی که تمام توپ میدان بازی را ترک‌ کند.
۲- هنگامی که کرنر، گل و پرتاب انجام می‌گیرد.
۳- هنگامی که ممکن‌است یک بازیکن در شرایط آفساید باشد.
۴- تیمی درخواست تعویض‌ کند.
۵- هنگامی که از دیدگاه داور، سوءرفتار یا هر حادثهٔ دیگری رخ‌ دهد.
۶- هنگامی که خطایی انجام می‌گیرد، کمک‌داور می‌تواند مسئله را بهتر برای داور توضیح‌ دهد.
۷- هنگامی که در ضربات پنالتی، پیش از این که بازیکن ضربه را بزند، دروازه‌بان پایش از خط دروازه جلوتر بیاید و توپ وارد دروازه‌شود، کمک‌داور اعتراض می‌کند.

### مدت زمان بازی
بازی فوتبال در دو نیمه ۴۵ دقیقه‌ای انجام می‌گیرد، مگر این‌که داور و دوتیم بر تغییر مدت زمان بازی توافق کرده‌باشند. هرگونه توافق برای تغییر مدت زمان بازی (برای مثال کاهش هر نیمه به ۴۰ دقیقه به‌دلیل نبود نور کافی) باید پیش از انجام بازی، صورت گرفته‌باشد.

### آغاز مجدد بازی
بازی در این موارد مجدداً آغاز می‌گردد:
۱- هنگام آغاز مسابقه
۲- پس از به‌ثمر رسیدن یک گل در طول بازی
۳- هنگام آغاز نیمه دوم
۴- هنگام آغاز هردو نیمه وقت‌های اضافی.

### توپ درون و بیرون از بازی
هنگامی که تمام توپ از خط دروازه یا خط‌های طولی و عرضی زمین رد شود، بازی توسط داور متوقف می‌شود.

### نحوهٔ گل‌زدن
هنگامی که توپ «کامل» از خط دروازه رد شود، حتی اگر میلی متری در سر خط دروازه باشد به‌شرطی که پیش از آن خطایی صورت نگرفته‌باشد، این تیم گل به‌ثمر رسانده‌است.

### آفساید
هنگامی که بازیکن از همه بازیکنان دیگر به جزء دروازه‌بان به دروازه تیم حریف در زمان ارسال توپ نزدیک‌تر باشد، در موقعیت آفساید قراردارد.

### خطا و سوءرفتار
هنگامی که بازیکنی هریک از این خطاها را انجام‌دهد، خطا کرده‌است و ضربهٔ آزاد به تیم حریف تعلق می‌گیرد:
۱- زدن ضربه یا لگد به بازیکن حریف
۲- خطای پشت پا زدن یا تلاش برای انجام خطای پشت پا زدن
۳- پرش بر روی بازیکن حریف
۴- حمله به حریف
۵- حملات یا اقدام به حملات به حریف
۶- هل‌دادن حریف
۷- تکل‌ دو پا بر روی حریف.

### ضربات آزاد
ضربات آزاد یا به‌شکل مستقیم یا غیرمستقیم‌اند.

### ضربهٔپنالتی
اگر بازیکن تیم خودی، بر روی بازیکن حریف که در محوطهٔ جریمه‌شان است، خطا کند، خطای پنالتی صورت گرفته‌است. شانس گل‌زدن از ضربهٔ پنالتی به‌شکل مستقیم، بسیار زیاد است. زمان تلف‌شده برای زدن یک پنالتی، در پایان هر نیمه یا وقت اضافه گرفته می‌شود.

### پرتاب اوت
پرتاب یکی از روش‌های آغاز مجدد بازی‌است. هنگامی که توپ به بازیکنی برخورد کند و تمام توپ از خط طولی زمین بیرون‌برود، تیم حریف باید توپ را از محل بیرون‌رفتن آن روی خط، پرتاب‌کند. گل‌زدن با یک پرتاب ممنوع‌است.

### ضربه دروازه
شروع مجدد از دروازه یکی دیگر از روش‌های آغاز مجدد بازی‌است. اگر توپ از خط دروازه رد شود و بازیکن حریف به توپ برخورد کرده باشد، ضربه دروازه محسوب می‌شود. زمانی که توپ از کنار دروازه به اوت می رود هربازیکنی میتواند ضربه شروع مجدد را بزند (باید تک ضربه به توپ باشد) .ممکن است یک گل به صورت مستقیم از ضربه دروازه به ثمر برسد؛ اما در صورتی که گل به خودی نباشد.
ضربه کرنر: ضربهٔ کرنر روشی دیگر برای آغاز مجدد بازی‌است. هنگامی که توپ به بازیکن خودی برخورد کند و از خط عرضی کنار دروازه خودی رد شود، برای تیم حریف ضربهٔ کرنر به‌دست می‌آید. یک گل ممکن است از راه ضربهٔ کرنر به‌طور مستقیم به تیم حریف به‌ثمر رسانده‌شود.